# Râul Gâmboasa
Râul Gâmboasa este un curs de apă, afluent al râului Sinești. 